# Jean Saudray
Jean Saudray, né le 17 juillet 1928 à Bordeaux et mort le 31 août 2002 à Roquebrune-Cap-Martin, est un acteur français. Souvent utilisé au cinéma dans des rôle secondaires de malfrats ou de gangster, il joue dans plusieurs films notables comme Barbarella de Roger Vadim (1966), Alexandre le bienheureux d'Yves Robert (1968), Faut pas prendre les enfants du bon Dieu pour des canards sauvages de Michel Audiard (1968), Les Malheurs d'Alfred de Pierre Richard (1972), Le Grand Blond avec une chaussure noire d'Yves Robert (1972) ou encore Je sais rien, mais je dirai tout de Pierre Richard (1973). Comédien au théâtre dans entre 1950 à 1995, il participe également à de nombreuses séries et fictions de télévision durant la même période.

## Théâtre
Depuis son plus jeune âge passionné par le théâtre, il intègre le théâtre amateur de Bordeaux puis le théâtre d’Art de C. Chabert[Qui ?]. Ses débuts, il les accomplit dans le rôle de Géronte dans Les Fourberies de Scapin de Molière. Quittant Bordeaux sa ville natale en 1946, pour monter à Paris à l’âge de 17 ans, il rejoint aussitôt le centre d’art dramatique de la rue Blanche, où durant deux ans il étudie le métier. Premières Tournées du metteur en scène Charles Baret avec la pièce Trois garçons, une fille de Roger Ferdinand en 1957. Suivent un grand nombre de tournées classiques. Il particip également aux spectacles du théâtre du Tertre avec le Théâtre Poétique de Paris, en 1957. Ses premières créations sont Protée de Paul Claudel et le Tueur sans gages de Ionesco, au théâtre Récamier avant notamment les Chaises puis Le roi se meurt.

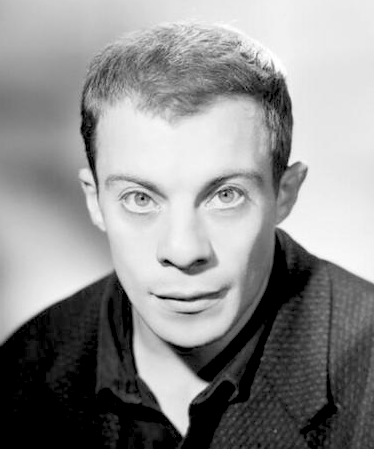
Jean Saudray en 1958 (Studio Harcourt).

Il travaille pour de grands metteurs en scènes, tels que Georges Wilson et François Périer au Théâtre National de Paris dans le Diable et le Bon Dieu et les enfants du Soleil de Gorki. Pour une tournée européenne, il interprète Les Trois Mousquetaires sous la direction de Roger Planchon, ensuite au gymnase, la pièce Le Balcon de Jean Genet sous la direction de Peter Brook puis au théâtre de Paris Hier à Andersonville sous la direction de Raymond Rouleau. Avec son ami et confrère comédien Jean Rougerie, il adapte les Entretiens avec le professeur Y de Louis-Ferdinand Céline. Sous la direction de Marcelle Tassencourt, il joue plusieurs fois à Versailles, au théâtre Montansier.
En 1988 pour la deuxième fois, il incarne le rôle du garde dans Le Roi se meurt, aux côtés d’Annie Girardot et Daniel Ivernel. En 1991 avec son ami et confrère Daniel Ivernel, il crée au Petit Montparnasse Colère et Tendresse, un montage de textes du Voyage au bout de la nuit de Céline. En 1995 il écrit, met en scène et interprète un spectacle musical regroupant les lettres de Madame de Sévigné et les Fables de La Fontaine, au théâtre du Tambour Royal à Paris.

## Cinéma et télévision
Au cinéma, Jean Saudray tourne dans de nombreux films dont notamment Jeff réalisé par Jean Herman, Alexandre le bienheureux d’Yves Robert, Le Grand Blond avec une chaussure noire d’Yves Robert, On l’appelle catastrophe de Richard Balducci, Corentin de Jean Marbœuf.
À la télévision, il participe à de nombreuses séries populaires comme Chéri Bibi, Les Brigades du Tigre, Les Faucheurs de Marguerites, Maigret ou encore Vidocq.
Jean Saudray est père de deux garçons ; Frédéric d’un premier mariage avec Eliane Panaud (directrice d’établissement scolaire) et Jean-Baptiste, de son second mariage avec Marie-Claire Achard (comédienne).

## Filmographie

### Cinéma
- 1962 : Les Amants de Teruel de Raymond Rouleau - Le cycliste
- 1963 : Merci Natercia de Pierre Kast
- 1963 : Les Bonnes causes de Christian Jaque - Le garagiste
- 1968 : Barbarella de Roger Vadim
- 1968 : Alexandre le bienheureux d'Yves Robert - Pinton
- 1968 : Faut pas prendre les enfants du bon Dieu pour des canards sauvages de Michel Audiard - Un homme de main de M. Charles
- 1968 : Sous le signe de Monte-Cristo d'André Hunebelle - Caderousse
- 1969 : La Désirade d'Alain Cuniot - Pierrot
- 1969 : Jeff de Jean Herman - Pépin
- 1972 : Les Malheurs d'Alfred de Pierre Richard - Un membre de l'équipe parisienne
- 1972 : Le Grand Blond avec une chaussure noire d'Yves Robert - Poucet
- 1973 : Je sais rien, mais je dirai tout de Pierre Richard - Morin, un ouvrier
- 1974 : Nuits rouges de Georges Franju - Le sacristain - version pour le cinéma du feuilleton télévisé L'Homme sans visage
- 1981 : Prends ta rolls et va pointer de Richard Balducci - Le paysan manifestant
- 1982 : N'oublie pas ton père au vestiaire de Richard Balducci
- 1983 : On l'appelle catastrophe de Richard Balducci - Faribole
- 1983 : Salut la puce de Richard Balducci
- 1985 : Y'a pas le feu... de Richard Balducci - Le paysan
- 1988 : Gandahar de René Laloux - Film d'animation (voix)
- 1988 : Corentin ou les infortunes conjugales de Jean Marbœuf - Le curé gaffeur

### Courts-métrages
- 1986 : Laura Laura pas de Jean-Luc Rossignol
- 1993 : Le Train spécial de Marc Thomas

### Télévision
- 1962 : Quatrevingt-treize réal. Alain Boudet - les deux Halmalo
- 1962 : L'Ascenseur réal. Jean Prat -  un chasseur
- 1962-1963 : Le Théâtre de la jeunesse :
  - 1962 :Gavroche d'après Les Misérables de Victor Hugo, réal. Alain Boudet - Babet
  - 1962 : La fille du capitaine d'après La Fille du capitaine d'Alexandre Pouchkine réal. Alain Boudet - Le sergent
  - 1963 : Jean Valjean d'après Les Misérables de Victor Hugo, réal. Alain Boudet - Babet
- 1963 : La Caméra explore le temps :  
  - épisode #1.28 : La vérité sur l'affaire du courrier de Lyon, réal. Stellio Lorenzi -  Richard
  - épisode #1.27 :  Marchand La conspiration du Général Malet, réal. Jean-Pierre Marchand -  un factionnaire
- 1963 : Le Matériel humain, réal. Gilbert Pineau
- 1964 : Babek, réal. Guy Lessertisseur
- 1964 : Quoat-Quoat, réal. Alain Boudet
- 1965 : Les Aventures de Bob Morane, réal. Robert Vernay (série télévisée)
  - épisode #2.6 : Le Dragon des Fenstone - Williams
  - épisode #2.11 : Mission à Orly - Gangster
- 1966 : L'Anglais tel qu'on le parle, réal.  Marcel Cravenne
- 1966 : Les Compagnons de Jéhu, réal.  Michel Drach - Mord'homme
- 1966 : L'Île au trésor (en), réal. Wolfgang Liebeneiner - Benjamin 'Ben' Gunn 
  - 1966 : épisode #1.1 Der alte Freibeuter
  - 1966 : épisode #1.2 Der Schiffskoch 
  - 1966 : épisode #1.3 Das Blockhaus
  - 1967 : épisode #1.4 Die Entscheidung
- 1966 : Illusions perdues, réal. Maurice Cazeneuve
- 1967 : Signé alouette, réal. Jean Vernier
- 1967 : Vidocq, réal. Marcel Bluwal - épisode #1.4 Vidocq à Bicêtre, réal. Claude Loursais - un fou
- 1967 : Les Enquêtes du commissaire Maigret de René Lucot, épisode : La Tête d'un homme - Joseph Heurtin
- 1968 : Les Dossiers de l'Agence O réal. Marc Simenon et Jean Salvy
- 1969 : En votre âme et conscience - épisode L'auberge de Peyrebeilles, réal. Guy Lessertisseur
- 1970 : Rendez vous avec quelqu'un, réal. Jean-Paul Carrère
- 1971 : Le Voyageur des siècles, réal. Jean Dréville
- 1971 : Le Cabaret de l'absurde, réal. (?)
- 1973 : L'éducation sentimentale, réal. Marcel Cravenne
- 1973 : L'Hiver d'un gentilhomme, réal. Yannick Andréi : un brigand
- 1974 : Chéri Bibi de Gaston Leroux, réal. Jean Pignol - Petit bon Dieu
- 1974 : Les Faucheurs de marguerites, réal. Marcel Camus - Brudy
- 1974 : Sultan à vendre, réal. Paul Paviot - bourreau
- 1974 : Gil Blas de Santillane, réal. Jean-Roger Cadet - Le corregidor
- 1974 : Boulevard Durand, réal. Jean-Paul Carrère
- 1975 : L'Homme sans visage, réal. Georges Franju - le sacristain : 
  - épisode #1.8 : Le secret des Templiers
  - épisode #1.7 : Le rapt
  - épisode #1.5 : La marche des spectres
  - épisode #1.4 : La mort qui rampait sur les toits
  - épisode #1.2 : Le masque de plomb 
  - épisode #1.1 : La nuit du voleur de cerveaux
- 1976 : Les Mystères de Loudun, réal. Gérard Vergez - Trincant
- 1976 : Le Gentleman des Antipodes, réal. Boramy Tioulong - Choucard le singe
- 1977 : Les Procès témoins de leur temps - épisode Les fusils sont arrivés, réal. Roger Kahane
- 1977 : Les Dossiers de l'écran :
  - épisode : Le pain de fougère, réal. Alain Boudet - Gerbault
  - épisode  La faute de Monsieur Bertillon, réal. Alain Dhénaut - Hector Dupont
- 1977 : Désiré Lafarge, réal. Jean-Pierre Gallo
- 1977 : De Mémoire d'homme « L’Affaire Fualdès », réal. Roger Benamou - Bancal
- 1978 : Les Brigades du Tigre, épisode Bandes et contrebandes de Victor Vicas - un tueur
- 1978 : Les Enquêtes du commissaire Maigret - épisode 39 : Maigret et le tueur, réal. Marcel Cravenne - Demarle
- 1978 : Preuves à l'appui, réal. Jean Laviron, épisode : Les balançoires - Riton
- 1980 : La Traque, réal. Philippe Lefebvre - Quasimodo
- 1980 : La Fortune des Rougon, réal. Yves-André Hubert - un lieutenant insurgé
- 1980 : Les Mystères de Paris réalisation André Michel  - Bras-rouge 
  - épisode #1.5 : Les châtiments
  - épisode #1.3 : Le cœur saignant
  - épisode #1.2 : Gérolstein
  - épisode #1.1 : Fleur de Marie
- 1981 : Silas, réal. Sigi Rothemund  - Schmuggler 
  - épisode muß uns Gefängnis
  - épisode Die beiden Freunde retten Jenny 
  - épisode Zwei Freunde schlagen sich durch
- 1981 : Le Roman du samedi - épisode L'Agent secret, réal. Marcel Camus
- 1982 : La Sorcière, téléfilm de Charles Brabant : un Juge
- 1982 : Marion, réal. Jean Pignol - épisode #1.3 : Michel Bailleul, architecte naval - Gazost
- 1982 : Sherlock Holmes, téléfilm de Jean Hennin : Graigin / Von Stalburg
- 1982 : L'Ennemi de la mort, téléfilm de Roger Kahane : un juge
- 1982 : Madame S.O.S. - épisode #1.6 : Un visage pour deux hommes de André Dhénaut[1]
- 1982 : Le Coq noir, réal. Jean-Charles Cabanis : Maurice Sarfati
- 1984 : Les Ferrailleurs des Lilas, réal. Jean-Paul Sassy - Fred
- 1985 : Les Bargeot, réal. Jean Pierre Barizien
- 1988 : Vivement Lundi, réalisateurs multiples
- 1989 : Tribunal (série télévisée) : Marcel Zampanelli, le clown
  - épisode #1.3 : Duel de clown
- 1991 : Le Roi mystère, réal. Paul Planchon
- 1993 : Maigret - épisode #1.8 : Maigret se défend, réal. Andrzej Kostenko - le Lad

## Théâtre
- 1948 : Trois garçons et une fille tournées Charles Baret
- 1953 : Le Roi de l'ombre de Jean Loisy mise en scène Marcel Cuvelier, Théâtre de la Huchette
- 1955 : Le Mariage de Barillon théâtre Grammont mise en scène R. Dupuy
- 1956 : Irma la douce d'Alexandre Breffort et Marguerite Monnot, mise en scène René Dupuy, Théâtre Gramont
- 1957 : Protée (création) de Paul Claudel théâtre du Tertre
- 1957 : Mangeront-ils de Victor Hugo théâtre du Tertre
- 1957 : Histoires Extraordinaires d’Egard Poe théâtre du Tertre
- 1957 : Les diablogues de R. Dubillard
- 1958 : Don Juan d'Henry de Montherlant, mise en scène Georges Vitaly, Théâtre de l'Athénée
- 1959 : Tueur sans gages d'Eugène Ionesco, mise en scène José Quaglio, Théâtre Récamier
- 1959 : Les Noms du Pouvoir de J. Broszkiewicz théâtre du Tertre mise en scène P.Arnaudeau
- 1960 : Les Cenci Festival de Châteaudun
- 1960 : Le Balcon de Jean Genet, mise en scène Peter Brook, théâtre du Gymnase
- 1961 : La Tragédie optimiste de Vsevolod Vichnevski, mise en scène Gabriel Garran, Festival d'Art dramatique d'Aubervilliers
- 1961 : Moi et le Colonel théâtre des Bouffes Parisiens
- 1961 : Irma la Douce théâtre Grammont
- 1962 : L'Étoile devient rouge de Sean O'Casey, mise en scène Gabriel Garran, théâtre de la Commune, théâtre Récamier
- 1963 : Les Parachutistes de Jean Cau, mise en scène Antoine Bourseiller, Studio des Champs-Elysées
- 1963 : Charles XII d'August Strindberg, mise en scène Gabriel Garran, Festival d'Art dramatique d'Aubervilliers
- 1963 : Les Enfants du soleil de Maxime Gorki, mise en scène Georges Wilson, TNP théâtre de Chaillot : Yakov Trochine
- 1963 : La Célestine festival de Provins
- 1963 : Volpone théâtre Sarah Bernard
- 1963 : Le Barbier de Séville théâtre de Nancy
- 1963 : Les Amants Maléfiques festival d’Arras
- 1963 : Volpone théâtre Sarah Barnard
- 1964 : Le Soldat Chvéik mise en scène C. Apotheloz théâtre de Poche Montparnasse
- 1964 : Don Juan de Montherlant festival de provins
- 1965 : Le roi s'amuse théâtre Daniel Sorano et Festival de la Baule
- 1965 : Victimes du Devoir théâtre de Poche Montparnasse
- 1965 : Le Comte de Monte Cristo Festival de Provins
- 1965 : Don Juan de Molière théâtre de l’Ile-de-France
- 1966 : La Vengeance d’une Orpheline Russe mise en scène J. Rougerie sous son chapiteau
- 1966 : Les Trois Mousquetaires mise en scène R. Planchon
- 1966 : Hier à Andersonville d'Alexandre Rivemale, théâtre de Paris mise en scène Raymond Rouleau,
- 1966 : Le roi se meurt d'Eugène Ionesco, mise en scène Jacques Mauclair, théâtre de l'Athénée
- 1967 : Tueur sans gages d'Eugène Ionesco, mise en scène Jacques Mauclair, Festival du Marais
- 1967 : Les Chaises mise en scène R. Paquet
- 1968 : Roméo et Juliette de William Shakespeare, mise en scène Michael Cacoyannis, TNP théâtre de Chaillot
- 1968 : Les Entretiens du Professeur Y au Lucernaire mise en scène J. Rougerie
- 1968 : L’Antichambre mise en scène A.Chanal
- 1969 : Le roi se meurt d'Eugène Ionesco, mise en scène Jacques Mauclair, Festival de Bellac
- 1970 : Les Nonnes mise en scène R.Blin
- 1970 : Le Diable et le Bon Dieu de Jean-Paul Sartre, mise en scène Georges Wilson, Cour d'Honneur du Palais des Papes Festival d'Avignon, TNP théâtre de Chaillot
- 1971 : Le Procès des Templiers mise en scène de l'auteur G.Vassal, Hyères, Festival d'Aigues-Mortes
- 1972 : Le Dialogue des Carmélites festival de Paris mise en scène D. Leverd
- 1972 : Le Duc D’Hengien mise en scène M. Tassencourt
- 1972 : Les Possédés d'Albert Camus d'après Fiodor Dostoïevski, mise en scène Jean Mercure, théâtre de la Ville
- 1972 : Cyrano de Bergerac Festival de Paris mise en scène R. Llorca
- 1972 : Pauvre Ruzante ! (création) mise en scène R. Mollien au  théâtre Mouffetard
- 1974 : Le Citoyen Général mise en scène A.Rais
- 1974 : Les Chouans au festival de Laval mise en scène J. Puyberneau
- 1974 : The Tour de Nesles d'Alec Pierre Quince d'après Alexandre Dumas, mise en scène Archibald Panmach, théâtre de la Porte-Saint-Martin
- 1975 : Lola mise en scène C. Regy
- 1975 : Inédit théâtre Firmin Gémier antony
- 1975 : La Margrave mise en scène Jean Rougerie
- 1975 : La Grand’Route mise en scène P. Della Torre théâtre Populaire du val de Marne
- 1976 : Irma la Douce théâtre Grammont
- 1976 : Les Entretiens du Professeur Y mise en scène J. Rougerie théâtre du Lucernaire
- 1979 : Micromegas mise en scène E. Krüger Festival du Marais à L‘Hôtel d’Aumont
- 1979 : Les Caprices de Marianne mise en scène R. Fortune Festival de Carpentras
- 1979 : Caligula théâtre populaire de champagne
- 1979 : L’Avocat du Diable mise en scène Marcelle Tassencourt théâtre Ch. Rochefort
- 1981 : Sherlock Holmes mise en scène Michel Fagadeau théâtre de Boulogne-Billancourt
- 1982 : Le Duc d’Hengien mise en scène Marcelle Tassencourt théâtre Montansier
- 1982 : L’Antichambre
- 1982 : Sherlock Holmes de William Gillette d'après Arthur Conan Doyle, mise en scène Michel Fagadau, théâtre de Boulogne-Billancourt
- 1983 : Le Bourgeois Gentilhomme mise en scène Marcelle Tassencourt
- 1984 : La Milliardaire mise en scène Jean Rougerie théâtre Carré Silvia Montfort
- 1984 : Le Dialogue des Carmélites mise en scène D. Leverd sous un chapiteau Pelouse de Reuilly
- 1984 : Mozartement Vôtre mise en scène X. Jacquelin
- 1984 : Cyrano de Bergerac mise en scène D. Llorca
- 1985 : Apostrophons-nous (création)  mise en scène Jean-Pierre Duchoud T.V.Q. de Montreux
- 1985 : Karl Valentin mise en scène Jean-Pierre Duchoud T.V.Q. de Montreux
- 1985 : Gringoire mise en scène Jean Gras théâtre du Tourtour
- 1986 : Adorable Julia T.V.Q. de Montreux mise en scène Théo Jéhanne
- 1986 : Un fil à la patte mise en scène Jean Rougerie Tréteaux de France
- 1987 : Les Juges du Ciel mise en scène Jean Rougerie  théâtre XIV
- 1987 : La Famille Hernandez mise en scène G. Baïlac théâtre du Gymnase
- 1988 : Le Roi se Meurt mise en scène René Dupuy théâtre des Bouffes du Nord
- 1990 : La Belle Vie mise en scène Théo Jéhanne T.V.Q. de Montreux
- 1990 : Le Ventre de Paris  mise en scène Jean Rougerie théâtre Fontaine
- 1991 : Colère et Tendresse mise en scène Daniel Hivernel théâtre du petit Montparnasse
- 1995 : Sévigné - Lafontaine mise en scène Jean Saudray théâtre du Tambour Royal
- 1995 : Boule de Suif mise en scène Jean Philippe Weiss T.V.Q. de Montreux